# Quận Ransom, North Dakota
Quận Ransom là một quận thuộc tiểu bang Bắc Dakota, Hoa Kỳ. Quận lỵ đóng ở Lisbon6. Quận được đặt tên theo Pháo đài Ransom, địa điểm lấy tên từ Tướng Thomas E.G. Ransom. Dân số theo điều tra năm 2010 của Cục điều tra dân số Hoa Kỳ là 5457 người.

## Địa lý
Theo Cục điều tra dân số Hoa Kỳ, quận này có diện tích 2238km2, trong đó có 4km2 là diện tích mặt nước.